# Obice da 75/18 Mod. 1934/1935
Pour les articles homonymes, voir Canon de 75 mm.
L'Obice da 75/18 est un obusier italien surtout utilisé pendant la Seconde Guerre mondiale. Outre son rôle propre, il a aussi été monté sur le canon automoteur Semovente 75/18.

## Liens
- Obusier de 75/18 sur Italie 1935-45